# Gnas
Gnas est une commune autrichienne du district de Südoststeiermark en Styrie.